# Lago Quesnel
Il lago Quesnel (pron. /kwɪˈnɛl/ si trova in Canada, nella provincia della Columbia Britannica. È un lago glaciale con una profondità di 506 m, ed è considerato il più profondo lago glaciale del mondo, nonché il secondo lago più profondo del Canada dopo il Grande Lago degli Schiavi (614 m).
Il lago è circondato da foreste ed è una meta popolare per la pesca sportiva. Vi sono però diverse restrizioni, tra cui il divieto di usare esche vive e ami uncinati multipli. La fauna ittica comprende varie specie di trote, tra cui la trota arcobaleno (Rainbow trout).